# Andromède enchaînée aux rochers
Andromède enchaînée aux rochers est une peinture à l'huile sur panneau de 34 × 24,5 cm réalisée en 1630 par le peintre de l'âge d'or hollandais Rembrandt. Il se trouve maintenant au Mauritshuis de La Haye. Elle constitue la première peinture d'histoire de nu féminin mythologique « en pied » de Rembrandt et est tirée d'une histoire des Métamorphoses d'Ovide.

## Mythologie
Dans les Métamorphoses, Andromède est la fille d'un roi et d'une reine éthiopiens, Céphée et Cassiopée. Cassiopée se vante de sa beauté, et affirme qu'elle est plus belle que Junon, la reine des dieux et des Néréides. Insulté par les affirmations de Cassiopée, Neptune envoie un monstre marin sur la côte éthiopienne qui tourmente le peuple local. Il ne peut alors être apaisé que par le sacrifice d'Andromède, la fille vierge du roi, et exige, en punition de son orgueil, qu'elle soit livrée au monstre marin. Andromède est enchaînée nue à des rochers près de la côte, attendant le monstre, abandonnée à son sort. Persée, passant par là, remarque la belle jeune fille et fait un pacte avec ses parents : il la sauve s'il est autorisé à avoir sa main en mariage. Le roi et la reine acceptent et Andromède est épargnée. On la retrouve dans ce tableau avant que Persée n'arrive pour la sauver.

## Demoiselle en détresse
Cette peinture représente un exemple classique de la figure de la demoiselle en détresse. Dans ce thème, une belle jeune femme est placée dans une situation périlleuse, impliquant généralement un monstre ou piégée en captivité. La demoiselle ne peut alors être secourue que par un héros, avec qui elle finit généralement par se marier. Dans ce tableau, Andromède a un regard affligé, car elle est complètement enchaînée et incapable de bouger. Bien que Persée n'apparaisse pas ici, dans des œuvres similaires, on peut le voir représenté à la fois beau et héroïque, avec l'utilisation de couleurs chaudes et des poses héroïques.

## Analyse
Le tableau est exécuté lors du séjour de Rembrandt à Leyde, au cours duquel nombre de ses œuvres ont des sujets mythologiques tirés des Métamorphoses d'Ovide. Il présente de nombreuses similitudes dans le jeu d'ombre et de lumière avec le Jérémie pleurant exécuté l'année suivante, où l'arrière-plan n'a pas été particulièrement soigné à dessein. Andromède est représentée partiellement nu, même si l'artiste avait initialement peint les jambes, qui ont ensuite été recouvertes .
L'iconographie du tableau diffère de la tradition, qui veut présenter le monstre et le héros sauveur : l'artiste a plutôt préféré isoler le point culminant de l'histoire dans la figure décontextualisée d'Andromède, concentrant tout le pathos dans son visage désespéré.
De nombreux artistes tels que Titien ont représenté cette histoire en montrant Andromède, son sauveur Persée et le monstre marin dans la même composition. Sa beauté telle que décrite dans ses sources peut être vue dans certaines de ces autres œuvres, ainsi que le rôle de Persée en tant que sauveur. Dans ce tableau, Rembrandt évite les conventions classiques en montrant Andromède non pas comme une beauté pleine de charme, mais comme une jeune fille naturelle à l'air effrayé. Aucune autre figure n'est représentée, mais son regard alarmé hors de l'espace du tableau à droite crée une tension narrative. La peinture est un exemple du rejet par Rembrandt de la beauté idéalisée. Ne croyant pas que la vraie Beauté existe vraiment, il peint les femmes comme il les voit, avec des défauts et des imperfections naturelles.
Les peintures mythologiques de nues de Rembrandt ultérieures à cette période, Diane et ses nymphes surprises au bain par Actéon et Danaé, permettent de percevoir sa représentation évolutive du nu.